# Японська футбольна ліга (1992—1998)
Японська футбольна ліга (яп. ジャパンフットボールリーグ) — футбольна ліга Японії, яка існувала з 1992 по 1998 рік і була другим за рівнем дивізіоном країни після створення Джей-ліги в 1992 році. Також відома як JFL.

## Історія
Коли Японська футбольна асоціація вирішила заснувати професіональну футбольну лігу, Японська соккер-ліга (JSL), найвища ліга до сезону 1991/92, була реорганізована в дві нещодавно сформовані ліги. Однією з них стала Джей-ліга, перша в історії професіональна футбольна ліга в Японії. Другою була Японська футбольна ліга (JFL).
З двадцяти восьми команд, які були членами обох дивізіонів JSL, дев'ять, (включаючи об'єднаний зі своїм молодіжним клубом другого дивізіону, «Йоміурі») разом з новим клубом «Сімідзу С-Палс» сформували Джей-лігу. А решта вісімнадцять вирішили залишитися в аматорському статусі, принаймні на якийсь період. Вони грали перший сезон JFL 1992 року разом із «Osaka Gas» та «Seino Transportation», двома найкращими командами регіональних ліг. У цьому сезоні клуби сформували два дивізіони і зіграли по 18 матчів. Первісна конфігурація з двох дивізіонів по 10 клубів у кожному була змінена з 1994 року на єдиний дивізіон з 16 клубів.
Японська футбольна ліга в тому вигляді, в якому була створена в 1992 році, припинила своє існування в кінці сезону 1998 року, коли була сформована Джей-ліга 2 (J2). З 16 команд, які грали в останньому сезоні 1998 року колишнього JFL, 9 були прийняті в J2, а решта 7 приєдналися до нової Японської футбольної ліги.

## Чемпіони
| Сезон | Чемпіон                                        | Віце-чемпіон                              | Вийшли в J1 по закінченні сезону |
| ----- | ---------------------------------------------- | ----------------------------------------- | --- |
| 1992  | Дивізіон 1: Ямаха Дивізіон 2: Чао Бохан        | Дивізіон 1: Хітачі Дивізіон 2: Кіото Шико | — |
| 1993  | Дивізіон 1: Бельмаре Хірацука Дивізіон 2-Хонда | Дивізіон 1: Джубіло Івата Дивізіон 2: PJM | Бельмаре Хірацука Джубіло Івата |
| 1994  | Сересо Осака                                   | Касіва Рейсол                             | Сересо Осака Касіва Рейсол |
| 1995  | Фукуока Блюкс                                  | Кіото Пьорпл Санга                        | Фукуока Блюкс Кіото Пьорпл Санга |
| 1996  | Хонда                                          | Віссел Кобе                               | Віссел Кобе |
| 1997  | Консадоле Саппоро                              | Токіо Газ                                 | Консадоле Саппоро |
| 1998  | Токіо Газ                                      | Кавасакі Фронтале                         | — |
| 1998  | Токіо Газ                                      | Кавасакі Фронтале                         | *У новостворений Другий дивізіон Джей-ліги були прийняті наступні клуби: Бруммелл Сейдай, Монтедіо Ямагата, Омія Ардія, Токіо Гас, Кавасакі Фронтале, Ванфоре Кофу, Альбірекс Ніїгата, Саган Тосу, Ойта |